# Nova Esperança do Sudoeste
Nova Esperança do Sudoeste – miasto i gmina w Brazylii, w stanie Parana. Znajduje się w mezoregionie Sudoeste Paranaense i mikroregionie Francisco Beltrão.